# Gryon scutellatum
Gryon scutellatum är en stekelart som beskrevs av Lubomir Masner 1979. Gryon scutellatum ingår i släktet Gryon och familjen Scelionidae. Inga underarter finns listade i Catalogue of Life.